# Panchylissus
Panchylissus är ett släkte av skalbaggar. Panchylissus ingår i familjen långhorningar.
Kladogram enligt Catalogue of Life:
| Panchylissus | \| \| Panchylissus cyaneipennis \| \| \| \| \| \| Panchylissus nigriventris \| \| \| \| |
|              | \| \| Panchylissus cyaneipennis \| \| \| \| \| \| Panchylissus nigriventris \| \| \| \| |
|              | Panchylissus cyaneipennis                                                               |
|              |                                                                                         |
|              | Panchylissus nigriventris                                                               |
|              |                                                                                         |